# Sitroen berlingo
Ситроен берлинго i Pežo Partner su gotovo identični modeli MPV automobila i komercijalnih vozila, zavisno od varijante i opreme, koje proizvodi PSA grupa od 1996. godine. Prve varijante ovih vozila vode poreklo od Sitroen ZX/Pežo 306 modela. Karakteriše ih aerodinamični prednji deo na koji se nastavlja kockasti putnički odnosno teretni prostor, te se smatraju modernim naslednikom modela Sitroen 2CV. Oba modela su dostupna sa benzinskim i dizel motorima, kao i u varijanti na električni pogon.

## Berlingo / Partner I (1996–2013)
Proizvodnja prve generacije Berlingo/Partner je zvanično počela u julu 1996. godine. Prilikom prvog predstavljanja javnosti novog modela, na pariskom sajmu automobila iste godine, predstavljene su tri verzije ovog vozila:
- Berlingo Coupé de Plage
- Berlingo Berline Bulle
- Berlingo Grand Large

Berline Bulle je predstavljao mali automobil sa prostranim enterijerom, preteča modernog Sitroena C3. Od tri predstavljene verzije, samo je jedna razvijena za proizvodnju, i to je bila Grand Large verzija iz koje je razvijen Berlingo Multispace kombi.

### Fejslift
2002. godine je počela prodaja osvežene verzije, a najveće izmene su pretrpeli prednji deo i enterijer. Tokom 2004. godine je urađena još jedna mala revizija koju su odlikovale izmene na prednjoj masci i svetlosnoj grupi.

### Pogon
U Sitroen Berlingo su ugrađivani benzinski i dizel motori, ali je takođe bio dostupan sa električnim pogonom (od 1998. do 2005. godine) i pogonom na CNG.
| Radna zapremina     | Motor                                                          | Snaga                                       | Obrtni moment                             |
| ------------------- | -------------------------------------------------------------- | ------------------------------------------- | ----------------------------------------- |
| 1.4 L (1360 cc)     | PSA TU motor#TU3\|TU3 linijski 4 cilindra\|I4                  | 55 kW (75 PS; 74 КС)                        | 121 N⋅m (89 lb⋅ft)                        |
| 1.4 L GNV (1360 cc) | PSA TU motor#TU3\|TU3 linijski 4 cilindra\|I4                  | 55 kW (75 PS; 74 КС)                        | 121 N⋅m (89 lb⋅ft) CNG/Benzin             |
| 1.6 L (1560 cc)     | Ford DLD motor#DLD-416\|DV6 HDi linijski 4 cilindra\|I4        | 55 kW (75 PS; 74 КС) – 68 kW (92 PS; 91 КС) | 169 N⋅m (125 lb⋅ft) – 216 N⋅m (159 lb⋅ft) |
| 1.6 L (1587 cc)     | PSA TU motor#TU5\|TU5 linijski 4 cilindra\|I4                  | 80 kW (109 PS; 107 КС)                      | 147 N⋅m (108 lb⋅ft)                       |
| 1.8 L (1761 cc)     | PSA XU motor petrol injection linijski 4 cilindra\|I4          | 66 kW (90 PS; 89 КС)                        | 147 N⋅m (108 lb⋅ft)                       |
| 1.9 L (1905 cc)     | XUD IDI diesel linijski 4 cilindra\|I4                         | 52 kW (71 PS; 70 КС)                        | 120 N⋅m (89 lb⋅ft)                        |
| 1.9 L (1868 cc)     | PSA EW/DW motor#DW8\|DW8 dizel\|Diesel linijski 4 cilindra\|I4 | 52 kW (71 PS; 70 КС)                        | 127 N⋅m (94 lb⋅ft)                        |
| 2.0 L (1997 cc)     | PSA EW/DW motor DW10 HDi linijski 4 cilindra\|I4               | 66 kW (90 PS; 89 КС)                        | 205 N⋅m (151 lb⋅ft)                       |
| N/A                 | Electrique                                                     | 28 kW (38 PS; 38 КС)                        | 180 N⋅m (133 lb⋅ft)                       |

## Berlingo / Partner II (2008–2018)
Berlingo i Partner druge generacije su zvanično predstavljeni u januaru 2008. godine. Zapravo, prvu generaciju Berlinga su zamenila dva nova modela:
- Sitroen Nemo/Pežo biper,[5] je razvijen u saradnji sa italijanskim Fijatom i turskim Tofasom.
- Berlingo II, koji je dizajnirao Žil Vidal (фр. Gilles Vidal). Baziran je na PSA Platformi 2 koju deli sa modelom Sitroen C4, zbog čega je donekle veći i značajno skuplji od prethodnog modela. U ovom modelu su dostupni aktuelni 1.6 benzinski i dizel motori PSA grupe, dok je verzija sa električnim pogonom dostupna od 2013. godine.[4] U martu 2017. godine je najavljen putnički Sitroen E-Berlingo Multispace sa 5 sedišta.[6]

### Pogon
| Petrol engine     | Petrol engine | Petrol engine | Petrol engine                      | Petrol engine                   | Petrol engine | Petrol engine      |
| Model             | Motor         | Zapremina     | Snaga                              | Obrtni moment                   | Komentar      | CO2 emisija (g/km) |
| ----------------- | ------------- | ------------- | ---------------------------------- | ------------------------------- | ------------- | ------------------ |
| 1.6i 16V          | I4            | 1587 cc       | 90 PS (66 kW; 89 КС) @5800 o/min   | 132 N⋅m (97 lb⋅ft) @2500 o/min  |               | 195                |
| Diesel engine     |               |               |                                    |                                 |               |                    |
| Model             | Motor         | Zapremina     | Snaga                              | Obrtni moment                   | Komentar      | CO2 emisija (g/km) |
| 1.6HDi 16V        | I4            | 1560 cc       | 75 PS (55 kW; 74 КС) @4000 o/min   | 185 N⋅m (136 lb⋅ft) @1750 o/min |               | 149                |
| 1.6HDi 16V        | I4            | 1560 cc       | 90 PS (66 kW; 89 КС) @4000 o/min   | 215 N⋅m (159 lb⋅ft) @1750 o/min |               | 149                |
| 1.6HDi 16V        | I4            | 1560 cc       | 110 PS (81 kW; 108 КС) @4000 o/min | 240 N⋅m (177 lb⋅ft) @1750 o/min |               | 140                |
| 1.6 BlueHDi 8V    | l4            | 1560 cc       | 75 PS (55 kW; 74 hp)               |                                 | BVM5          | 113                |
| 1.6 BlueHDi 8V    | l4            | 1560 cc       | 100 PS                             |                                 | BVM5          | 113                |
| 1.6 BlueHDi 8V    | l4            | 1560 cc       | 120 PS                             | 300 Nm                          | BVM6          | 113                |
| Electric engine   |               |               |                                    |                                 |               |                    |
| Model             | Motor         | Zapremina     | Snaga                              | Obrtni moment                   | Komentar      | CO2 emisija (g/km) |
| Berlingo Electric |               |               | 49 kW (66 КС)                      | 200 N⋅m (148 lb⋅ft)             |               | 0                  |

## Berlingo III / Rifter / Kombo E (2018)
Treća generacija Berlinga i novog modela Pežo Rifter je zvanično predstavljena 2018. godine na sajmu automobila u Ženevi. Isti model će takođe biti ponuđen kao Opel kombo, s obzirom da je PSA grupa u martu 2017. godine kupila opel. Od 2019. godine na tržištu će biti ponuđena i produžena verzija Berlinga sa 7 sedišta.
Za razliku od Berlinga Multispace koji je na tržištu prihvaćen kao porodično MPV vozilo, Pežo Partner se više smatra komercijalnim vozilom. U drugoj generaciji Pežo je pokušao da bolje pozicionira svoj model na tržištu putničkih vozila uvođenjem naziva Pežo Partner Tepee. U trećoj generaciji su odlučili da Rifter bude oznaka za putničke modele, dok će Partner označavati komercijalna vozila.